# Битва за Батаан (1942)
Битва за Батаан (7 січня — 9 квітня 1942) — одна з вирішальних битв Філіппінської операції в ході Другої світової війни. Проводилась японською армією з метою придушення опору американо-філіппінського угруповання на півострові Батаан і острові Коррехідор, успіх дозволив Японії встановити контроль над островом Лусон і всім Філіппінським архіпелагом.

## Попередні події
- 9 грудня 1941 — японська авіація атакувала американську базу Кларк-Філд на острові Лусон і знищила понад 100 американських літаків, у тому числі 17 бомбардувальників B-17, що призначалися для нальотів на Тайвань.
- 10 грудня — висадка перших японських десантів на Лусон. У їх завдання входили захоплення аеродромів та підготовка вторгнення основних сил японської армії.
- 22—24 грудня — висадка головних сил 14-ї армії в затоці Лингаєн і в районі Ламона. Наступ японської армії на Манілу.
- 23 грудня — генерал Макартур віддав наказ про відхід на півострів Батаан.
- 2 січня 1942 — японські війська вступили в Манілу.

## Хід битви
9 січня японська армія під командуванням генерал-лейтенанта Масахару Хомму атакувала східний фланг лінії Абукай-Маубан. Союзники залишили лінію Абукай-Маубан 22 січня і зайняли оборону на лінії Оріон-Багак. Японці кілька разів намагалися прорвати цю лінію і висадити десант на півдні півострова, але ці атаки були відбиті. 8 лютого генерал-лейтенант Хомма наказав призупинити бойові дії для перегрупування військ. Японські війська страждали від тропічних хвороб і не робили спроб прорвати оборону союзників до початку квітня. 12 березня генерал Макартур покинув зону бойових дій. 3 квітня, після артилерійської підготовки та бомбардування, японці прорвали лінію Оріон-Багак. 8 квітня генерал-майор Едвард Кінг послав пропозицію про капітуляцію, а на наступний день армія союзників здалася.

## Батаанський марш смерті
Детальніші відомості з цієї теми ви можете знайти в статті Марш Смерті з Батаану.
Японці конвоювали військовополонених у табори. Військовополонені повинні були йти пішки. Багато людей не витримували довгого переходу і вмирали від спеки та виснаження. Марш супроводжувався невмотивованим застосуванням сили і вбивствами з боку конвоїрів і привів до великих втрат серед військовополонених та цивільних осіб.

## Меморіал на горі Самат
На горі Самат, місці найзапекліших боїв, були зведені меморіальний комплекс і музей. Найбільш примітним об'єктом комплексу є гігантський хрест. Підставу хреста прикрашено зображеннями героїв Філіппін, а в горизонтальній частині хреста знаходиться оглядовий майданчик.